# Langenwang
Langenwang est une commune autrichienne du district de Bruck-Mürzzuschlag en Styrie.